# کیچه
کیچه، روستایی از توابع بخش مرکزی شهرستان الیگودرز در استان لرستان ایران است.
ساکنین این روستا از طایفه آسترکی هفت لنگ تیره تشمال می‌باشندکه از حدود چند صد سال پیش تا کنون در این روستااقامت دارند،که بافامیل های حبیبی،سلطانی واسترکی شهرت دارند.این روستا زادگاه بزرگان و خوانین طایفه آسترکی است.
این روستا در دامنه های کوهستان تمندر قرار دارد که به همین دلیل از خوش آب و هوا ترین روستاها نسبت به مناطق اطراف است.

## جمعیت
این روستا در دهستان بربرود غربی قرار دارد و براساس سرشماری مرکز آمار ایران در سال ۱۳۸۵، جمعیت آن ۶۶ نفر (۱۰خانوار) بوده‌است.